# 프레무다섬

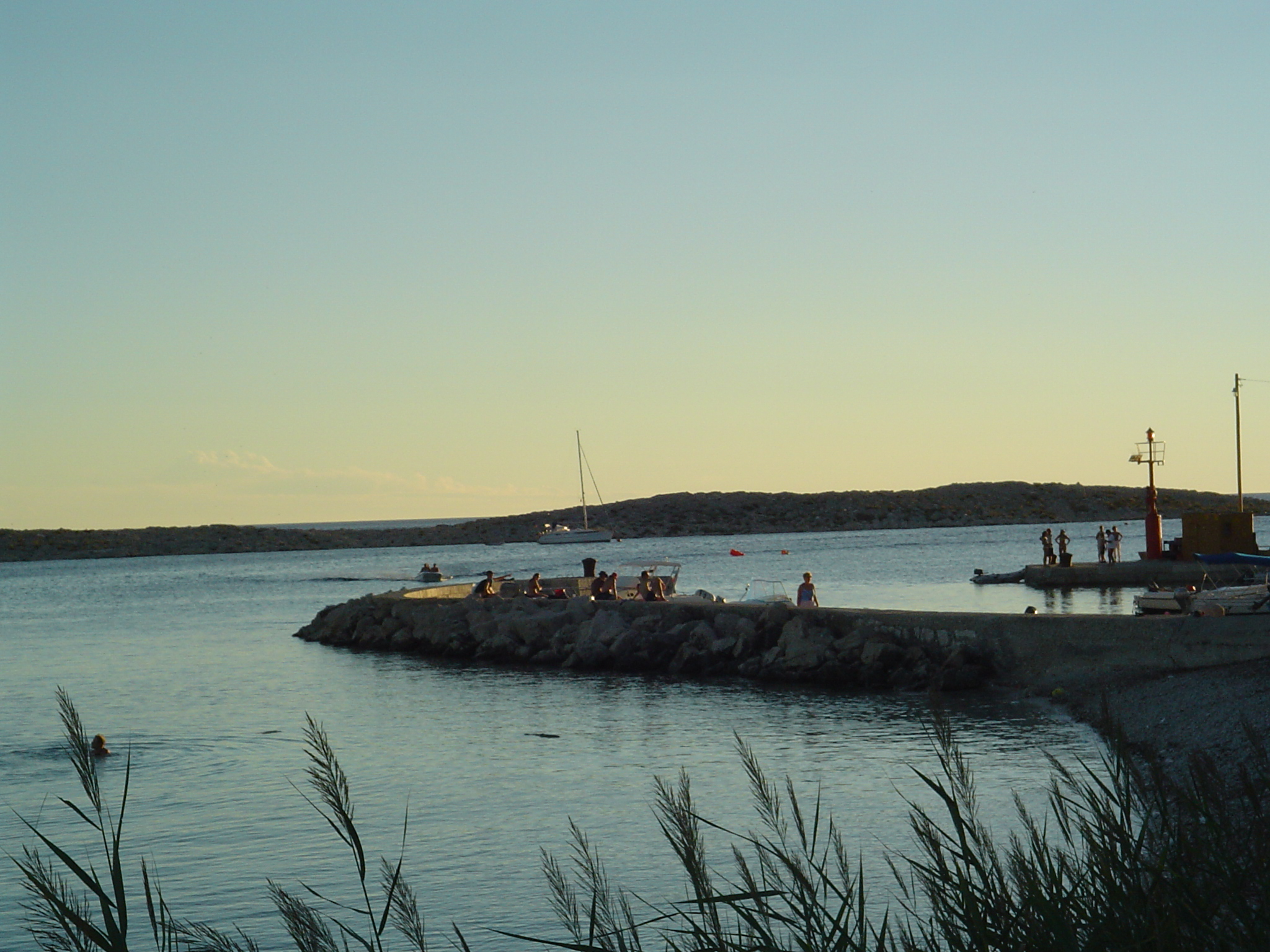
프레무다섬

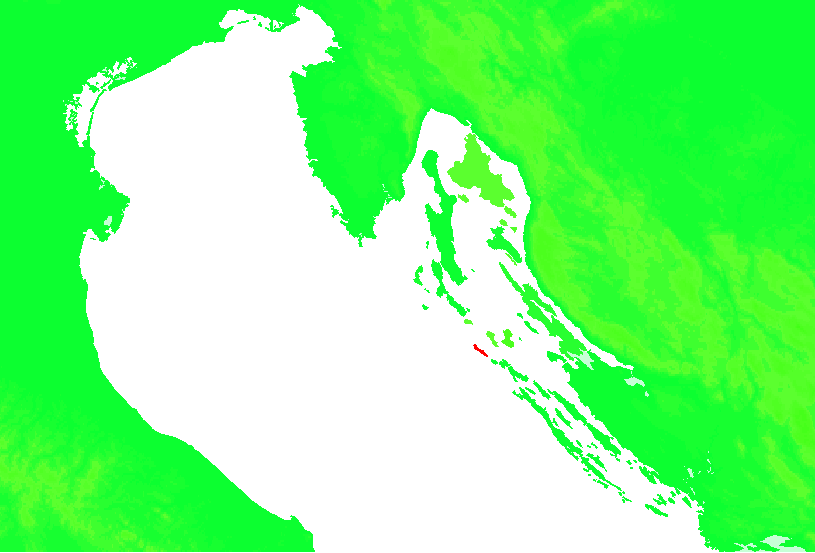
프레무다섬의 위치

프레무다섬(크로아티아어: Premuda)은 아드리아해에 위치한 크로아티아의 섬으로 면적은 9.2km2, 높이는 58m, 인구는 64명(2011년 기준), 인구 밀도는 6.96명/km2이다. 행정 구역상으로는 자다르주에 속하며 달마티아 북부에 위치한다. 실바섬의 남서쪽에 위치한다.